# Einkaufserlebnis
Das Einkaufserlebnis beschreibt die Erfahrung und Interaktion eines Konsumenten mit sämtlichen Kontaktpunkten vor, während und nach dem Kauf. Die Kontaktpunkte des Einkaufserlebnisses sind Produkte, Anbieter und deren Vertriebskanäle sowie Vertriebsmittel und andere Konsumenten.
Um Kunden zu gewinnen und zu binden, ist es ein Ziel von Anbietern (z. B. Versandhändler und Produktherstellern), in den relevanten Vertriebskanälen (z. B. Online-Shop, Hersteller-Website, Print-Katalog, Callcenter) ein möglichst positives Einkaufserlebnis zu schaffen.

## Dimensionen des Einkaufserlebnisses
Das vom Konsumenten wahrgenommene Einkaufserlebnis entsteht aus den Dimensionen
- Qualität und Emotionalität der Produktpräsentation und des Sortiments
- Qualität und Interaktivität der Produktsuche und -beratung
- Gestaltung des Vertriebskanals (z. B. Gestaltung des Online-Shops oder des Ladengeschäfts)
- funktionale und technische Gegebenheiten (z. B. Bedienbarkeit der Website und deren Suchfunktionen, Findbarkeit von Artikeln, Art der Preisauszeichnung, Bezahlmöglichkeiten, Lieferzeiten)
- Kontakt mit dem Service-Personal und anderen Konsumenten (z. B. auch Social Commerce)
- After-Sales-Betreuung

## Auswirkungen eines positiven Einkaufserlebnisses
Vertriebskanäle, die ein positives Einkaufserlebnis erreichen, können damit folgende Auswirkungen anstreben
- gesteigerte Kundenzufriedenheit
- bessere Findbarkeit von Informationen rund um die Kaufentscheidung und von Produkten
- ein positives Einkaufserlebnis kann die psychologische Hemmschwelle von Konsumenten vor dem Kauf mindern und als belohnendes Element während und nach der Kaufentscheidung wirken

## Einkaufserlebnis von Online-Shops versus stationäre Ladengeschäfte
Das Einkaufserlebnis von Online-Shops und stationären Ladengeschäften unterscheidet sich fundamental darin, dass Online-Shops keine haptischen und sensorischen Eindrücke des Vertriebskanals und der Produktpräsentation hinterlassen können. Allerdings haben Online-Shops den Vorteil, dass sie multimediale Inhalte wie bspw. Produktbilder, Produktvideos oder auch Social Shopping-Elemente einbinden können.
Viele Konsumenten nutzen Online-Shops statt stationärer Ladengeschäfte, da diese ein schnelleres und effizienteres Einkaufserlebnis haben. Dabei ist die Bedeutung des Einkaufserlebnisses und die Anforderungen an ein nutzerzentrisches Design gestiegen.

## Findbarkeit in Online-Shops und Online-Marktplätzen
Durch den Einsatz verschiedener Technologien kann die Findbarkeit in Online-eCommerce-Angeboten maßgeblich gesteuert und die Abverkaufsquote gesteigert werden. Zu den wichtigsten Technologien zur Verbesserung der Findbarkeit in Online-Shops gehören die Suchfunktion, Kategorien, Tags und Attribute.